# Vrhpolje (Ljubovija)
Vrhpolje (serbisch-kyrillisch Врхпоље) ist ein Dorf im Westen Serbiens, nahe der Grenze zu Bosnien und Herzegowina.

## Geographie und Bevölkerung

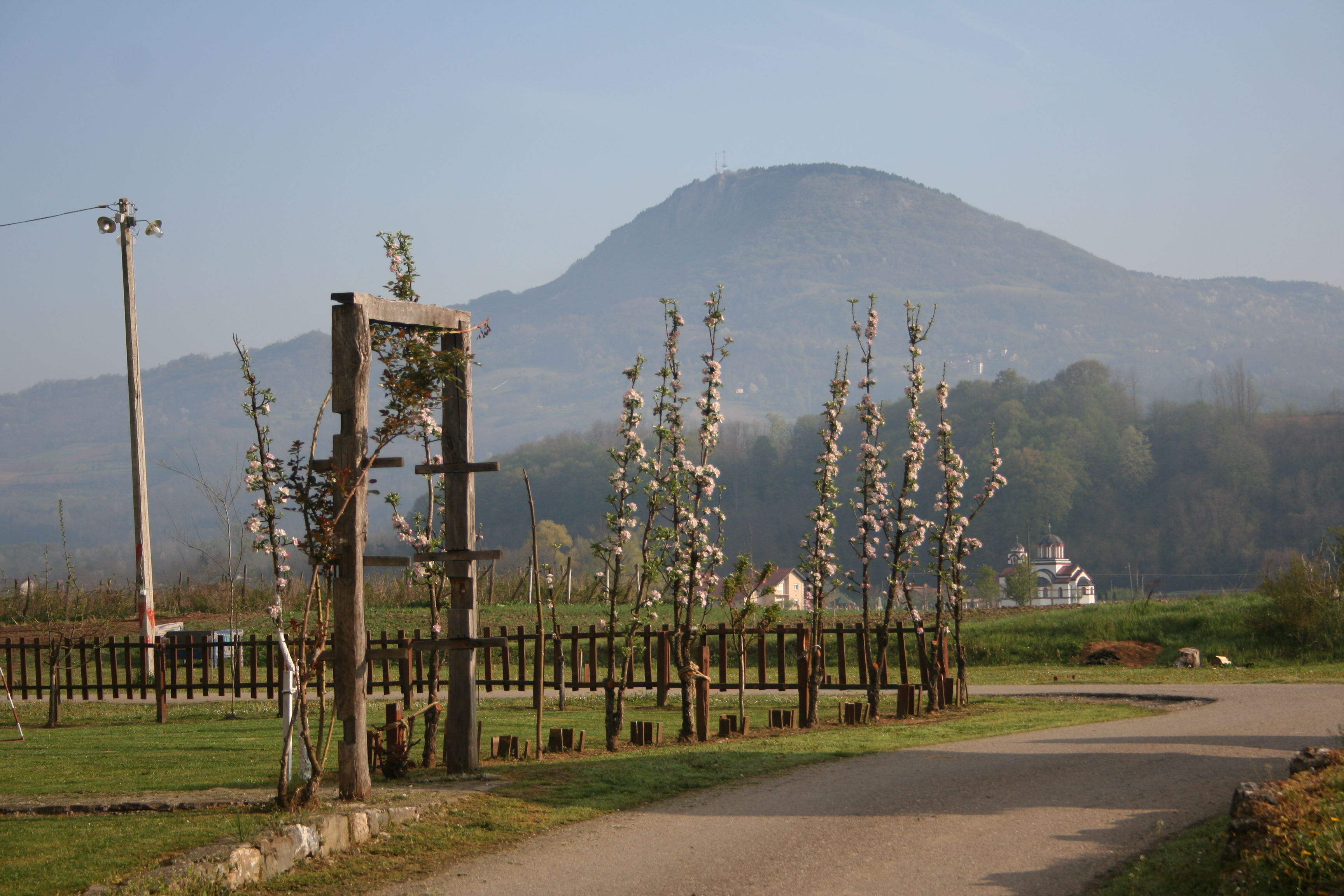
Blick auf einen Teil des Dorfes im Hintergrund die Serbisch-orthodoxe Kirche und der Berg Nemić

Das Dorf liegt in der Opština Ljubovija, im Okrug Mačva, im nordwestlichen Zentralserbien, in der historischen Region Azbukovica, die ein Teil der serbisch-bosnischen Grenzregion Podrinje ist, benannt nach dem Fluss Drina.
Der Ort hatte bei der Volkszählung 2011 926 Einwohner, während es 2002 noch 985 Einwohner waren. Nach den letzten drei Bevölkerungsstatistiken fällt die Einwohnerzahl von Vrhpolje weiter. Das Dorf besteht aus 316 Haushalten. Die Bevölkerung stellen zu 99 % Serben. 

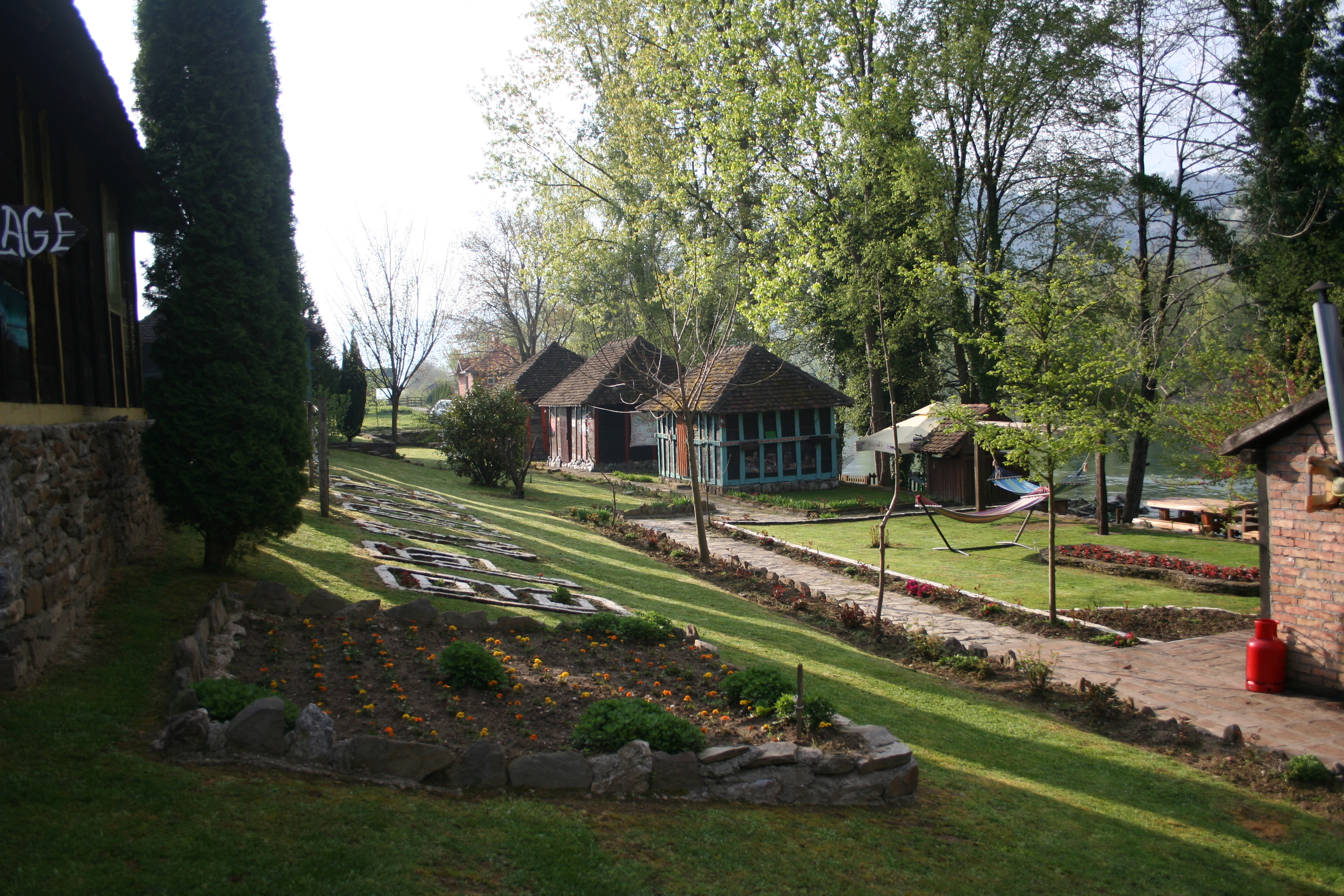
Häuser des Ethno-Dorfes am Ufer des Flusses Drina

Vrhpolje ist zusammen mit Crnča eines der zwei größten Dörfer der Opština. Das Dorf liegt am Ufer der Drina und zu Fuße des Berges Nemić. Vrhpolje liegt südlich der Gemeindehauptstadt Ljubovija. Das Dorf ist eine Streusiedlung bestehend aus mehreren Weilern, von denen einer Udrž heißt.

## Demographie

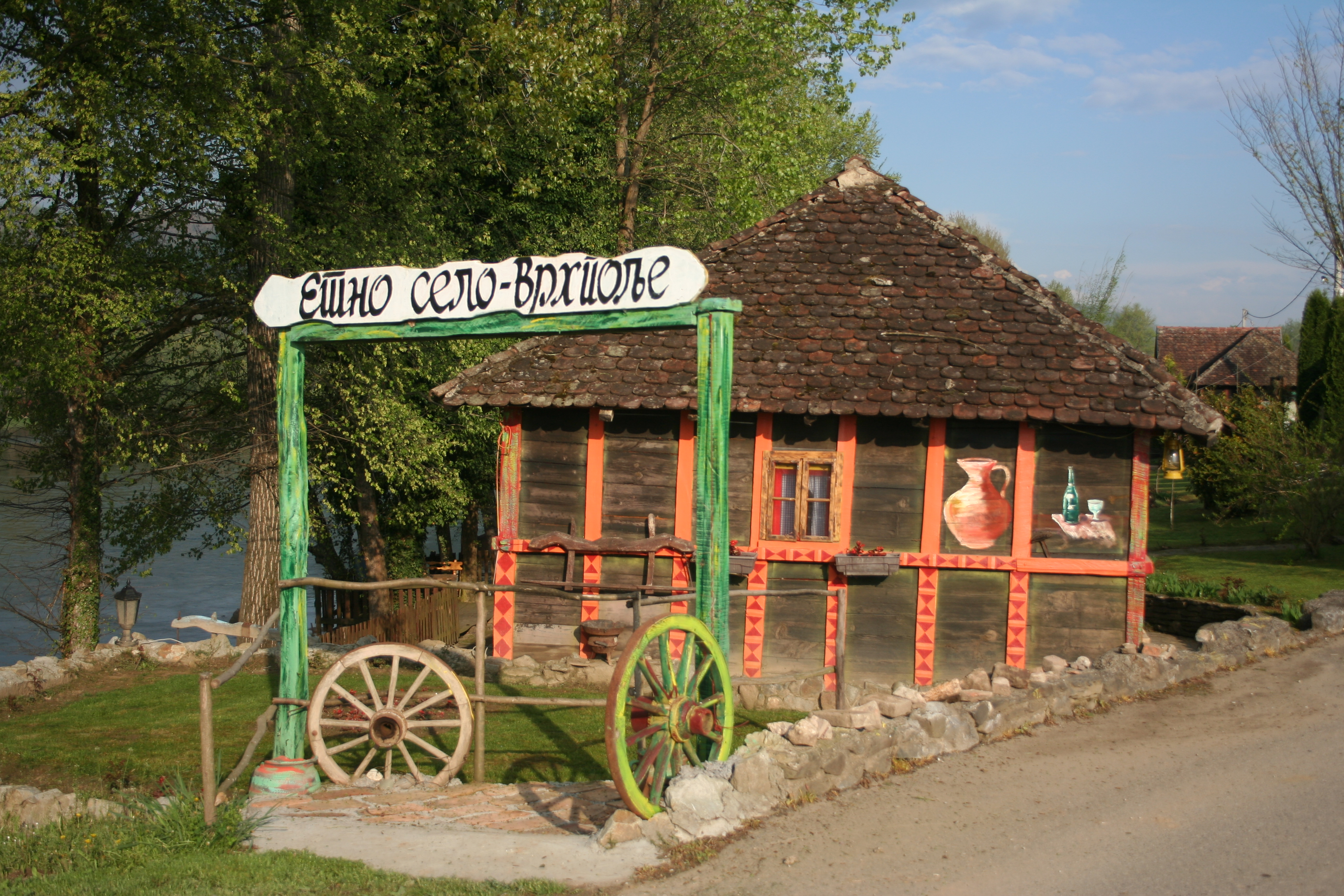
Der Eingang ins Ethno-Dorf Vrhpolje

| Jahr | Einwohnerzahl |
| ---- | ------------- |
| 1948 | 1369          |
| 1953 | 1378          |
| 1961 | 1389          |
| 1971 | 1201          |
| 1981 | 1201          |
| 1991 | 1034          |
| 2002 | 985           |
| 2011 | 926           |

## Geschichte
In Vrhpolje kann man Überreste einer römischen Siedlung besichtigen. In der Nähe von Vrhpolje befindet sich ein kleines Ethno-Dorf gegründet 2005, das das Leben der Menschen vor 100 Jahren nachstellt. Das Dorf besitzt eine Grundschule.

## Religion
Von 1995 bis 1999 wurde im zum Dorf gehörenden Weiler Udrž, die Serbisch-orthodoxe Filialkirche Hl. Prophet Jeremias erbaut und am 24. Juli 2010 feierlich eingeweiht.  

## Belege
- Knjiga 9, Stanovništvo, uporedni pregled broja stanovnika 1948, 1953, 1961, 1971, 1981, 1991, 2002, podaci po naseljima, Republički zavod za statistiku, Beograd, maj 2004, ISBN 86-84433-14-9
- Knjiga 1, Stanovništvo, nacionalna ili etnička pripadnost, podaci po naseljima, Republički zavod za statistiku, Beograd, Februar 2003, ISBN 86-84433-00-9
- Knjiga 2, Stanovništvo, pol i starost, podaci po naseljima, Republički zavod za statistiku, Beograd, Februar 2003, ISBN 86-84433-01-7